# Arabia Saudyjska na Letnich Igrzyskach Olimpijskich 2024
Arabia Saudyjska na Letnich Igrzyskach Olimpijskich 2024 – występ kadry sportowców reprezentujących Arabię Saudyjską na igrzyskach olimpijskich, które odbyły się w Paryżu we Francji, w dniach 26 lipca – 11 sierpnia 2024.
Reprezentacja Arabii Saudyjskiej liczyła dziesięcioro zawodników – trzy kobiety i siedmiu mężczyzn, którzy wystąpili w 4 dyscyplinach.
Był to trzynasty start Arabii Saudyjskiej na letnich igrzyskach olimpijskich.

## Reprezentanci

### Jeździectwo
Skoki przez przeszkody
| Zawodnik                                              | Konkurencja   | Koń                                      | Kwalifikacje | Kwalifikacje | Kwalifikacje | Finał    | Finał    | Finał    | Źródło            |
| Zawodnik                                              | Konkurencja   | Koń                                      | Kary         | Czas         | Pozycja      | Kary     | Czas     | Pozycja  | Źródło            |
| ----------------------------------------------------- | ------------- | ---------------------------------------- | ------------ | ------------ | ------------ | -------- | -------- | -------- | ----------------- |
| Ramzy Al Duhami                                       | indywidualnie | Untouchable 32                           | 0            | 77.48        | 19. Q        | 4        | 82.73    | 11.      | [ 1 ]             |
| Khaled Al-Mobty                                       | indywidualnie | Jaguar King Wd.                          | 8            | 75.87        | 46.          | NQ       | NQ       | NQ       | [ 2 ]             |
| Abdulrahman Alrajhi                                   | indywidualnie | Ventago                                  | 0            | 75.35        | 10. Q        | 6        | 85.68    | 13.      | [ 3 ]             |
| Abdullah Al-Sharbatly                                 | indywidualnie | Alamo                                    | wycofany     | wycofany     | wycofany     | wycofany | wycofany | wycofany | [ 4 ]             |
| Ramzy Al Duhami, Khaled Al-Mobty, Abdulrahman Alrajhi | drużynowe     | Untouchable 32, Jaguar King Wd., Ventago | 28           | 167.65       | 19.          | NQ       | NQ       | NQ       | [ 1 ] [ 3 ] [ 2 ] |

### Lekkoatletyka

#### Konkurencje biegowe
| Zawodnik       | Konkurencja       | Runda 1 | Runda 1 | Runda 2 | Runda 2 | Półfinał | Półfinał | Finał | Finał   | Źródło |
| Zawodnik       | Konkurencja       | Wynik   | Miejsce | Wynik   | Miejsce | Wynik    | Miejsce  | Wynik | Miejsce | Źródło |
| -------------- | ----------------- | ------- | ------- | ------- | ------- | -------- | -------- | ----- | ------- | ------ |
| Hibah Mohammed | bieg na 100 m (k) | DNS     | DNS     | DNS     | DNS     | DNS      | DNS      | DNS   | DNS     | [ 5 ]  |

#### Konkurencje techniczne
| Zawodnik             | Konkurencja        | Kwalifikacje | Kwalifikacje | Finał | Finał   | Źródło |
| Zawodnik             | Konkurencja        | Wynik        | Miejsce      | Wynik | Miejsce | Źródło |
| -------------------- | ------------------ | ------------ | ------------ | ----- | ------- | ------ |
| Husajn Asim Al Hizam | skok o tyczce (m)  | NM           | NM           | NQ    | NQ      | [ 6 ]  |
| Mohammed Tolo        | pchnięcie kulą (m) | 20.65        | 15.          | NQ    | NQ      | [ 7 ]  |

### Pływanie
| Zawodnik        | Konkurencja            | Eliminacje | Eliminacje | Półfinał | Półfinał | Finał | Finał | Źródło |
| Zawodnik        | Konkurencja            | Czas       | Poz.       | Czas     | Poz.     | Czas  | Poz.  | Źródło |
| --------------- | ---------------------- | ---------- | ---------- | -------- | -------- | ----- | ----- | ------ |
| Mashael Al-Ayed | 200 m st. dowolnym (k) | 2:19,61    | 29.        | NQ       | NQ       | NQ    | NQ    | [ 8 ]  |
| Zaid Al-Sarraj  | 100 m st. dowolnym (m) | 51,21      | 53.        | NQ       | NQ       | NQ    | NQ    | [ 9 ]  |

### Taekwondo
| Zawodnik       | Konkurencja | 1/8 finału       | Ćwierćfinał          | Półfinał         | Repesaż          | Finał / 3.miejsce | Finał / 3.miejsce | Źródło |
| Zawodnik       | Konkurencja | Przeciwnik Wynik | Przeciwnik Wynik     | Przeciwnik Wynik | Przeciwnik Wynik | Przeciwnik Wynik  | Pozycja           | Źródło |
| -------------- | ----------- | ---------------- | -------------------- | ---------------- | ---------------- | ----------------- | ----------------- | ------ |
| Dunya Abutaleb | -49 kg (k)  | Semberg W 2-1    | Wongpattanakit P 0-2 | NQ               | El-Bouchti W 2-0 | Nematzadeh P 0-2  | 5.                | [ 10 ] |